# 六本木男声合唱団ZIG-ZAG
六本木男声合唱団ZIG-ZAG（ろっぽんぎだんせいがっしょうだんじぐざぐ）は、東京都を本拠地とする男声合唱団。通称、六男（ろくだん）。

## 略歴
1999年（平成11年）9月7日、エイズ・チャリティー・コンサートのために特別編成された元美少年合唱団を母体として、翌年に六本木男声合唱団が結成された。2004年（平成16年）4月11日、六本木男声合唱団倶楽部と改称。2015年（平成27年）11月にいったん解散し、2016年（平成28年）2月、現団名で再結成した。
活動の中心はサントリーホールにおける定期演奏会と、チャリティコンサートであり、また海外公演や各種イベントに招かれての客演も多い。東京マラソンのオープニングセレモニーでは2007年（平成19年）の初回より国歌斉唱を行っている。レパートリーは団長である三枝成彰の作・編曲によるものが多い。
メンバーは政治家、企業経営者、医師、弁護士、文化人や芸術家等、各分野での著名人が多い。もっとも、男性であること以外の入団資格は特になく、音楽未経験者であっても入団は可能である。

## メンバー・スタッフ
Wikipediaに独立記事のある者のみ挙げる。
- 団長 三枝成彰
- 名誉団長 羽田孜
- 桂冠指揮者 大友直人
- 指揮者 三澤洋史
- 主な団員
  - トップテノール 柿沢未途、河合弘之、兒玉圭司、鈴木寛、辻秀典、
  - セカンドテノール 秋元征紘
  - バリトン 朝香誠彦
  - バス 井上雅人、ケント・ギルバート、近衞忠煇、佐久間曻二、筑紫勝麿、中内靖
- 元団員
  - 鳩山由紀夫、宮内義彦、林芳正、羽田雄一郎、露木茂、小倉淳[5][6]、江原啓之、眞木準[7]